# Аврелій Зопір
Марк Аврелій Зопір (*Aurelios Zopyros , д/н — після 393) — античний атлет, останній з відомих переможців Олімпійських ігор.

## Життєпис
Про походження замало відомостей. Можливо вів рід від імперіторських вільновідпущеників, на що вказує номен Аврелій. Був греком з Афін, зі спортивної родини (його батько був атлетом, майстром з кулачного бою, брат Евкарпід — учасником олімпіад).
У 385 році на 291-х Олімпійських іграх став переможцем у кулачному бою серед ефебів. Вважається одним з останніх учасників Олімпійських ігор, про кого є записи, до заборони імператором Феодосієм I на проведення Ігор. На цій 293-й олімпіаді у 393 році переміг у кулачному бою серед дорослих атлетів.